# Ruta pedicellata
Ruta pedicellata là một loài thực vật có hoa trong họ Cửu lý hương. Loài này được (Bunge ex Boiss.) Aitch. & Hemsl. miêu tả khoa học đầu tiên năm 1886.